# Rừng tảo bẹ
Rừng tảo bẹ là các khu vực dưới nước có mật độ tảo bẹ dày đặc. Chúng được công nhận là một trong những hệ sinh thái phong phú và năng động nhất trên Trái đất. Các khu vực tảo bẹ nhỏ hơn được gọi là kelp bed.
– Charles Darwin, 1 tháng 6 năm 1834, Tierra del Fuego, Chile

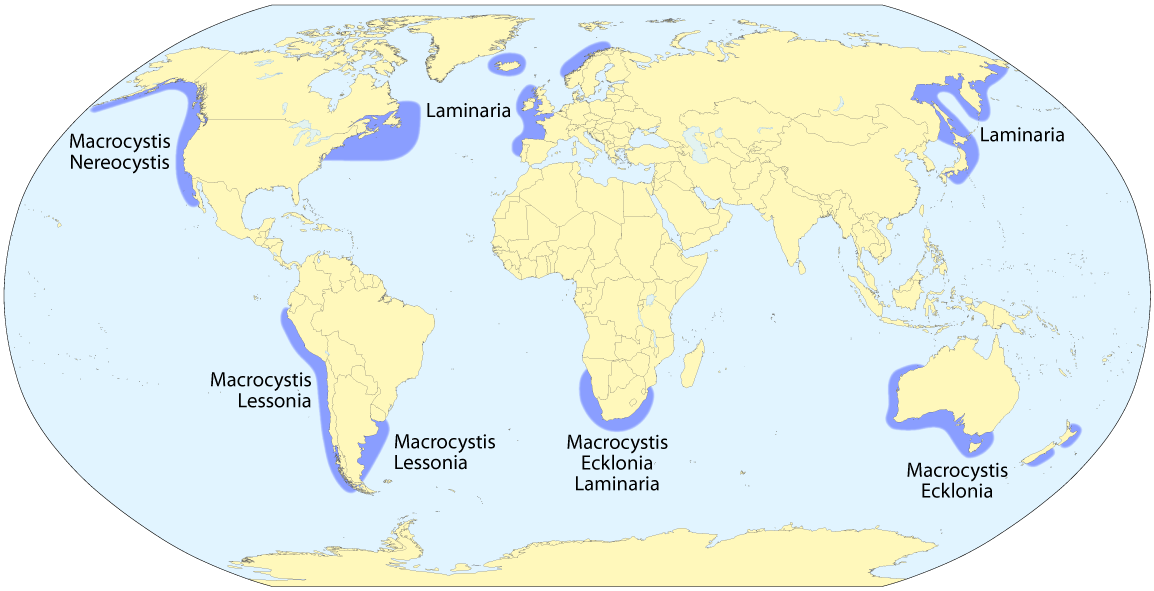

Các khu rừng tảo bẹ có mặt ở khắp nơi trên thế giới ở các vùng biển ven bờ ôn đới và địa cực. Vào năm 2007, rừng tảo bẹ cũng được phát hiện ở vùng nước nhiệt đới gần Ecuador.
Được hình thành một cách vật lý bởi rong biển nâu, rừng tảo bẹ cung cấp một môi trường sống ba chiều độc đáo cho các sinh vật biển và là một nguồn để tìm hiểu nhiều quy trình sinh thái học. Trong thế kỷ vừa qua, chúng đã là tiêu điểm của nhiều nghiên cứu rộng, đặc biệt là trong sinh thái học dinh dưỡng, và tiếp tục là nơi khởi nguồn của các ý tưởng quan trọng liên quan tới không chỉ hệ sinh thái độc đáo này. Ví dụ, rừng tảo bẹ có thể ảnh hưởng tới các mô hình hải dương học ven biển và cung cấp nhiều dịch vụ sinh thái.
Tuy nhiên, con người thường gây ra những ảnh hưởng góp phần vào việc làm thoái hóa rừng tảo bẹ. Một số mối lo ngại cụ thể thì bao gồm: các ảnh hưởng của việc hệ sinh thái ven bờ bị đánh bắt quá mức, thứ có thể khiến động vật ăn thực vật không bị ràng buộc về số lượng nữa, dẫn tới việc ăn tảo bẹ và các loại tảo khác quá mức. Điều này có thể nhanh chóng tạo ra các sinh cảnh cằn cỗi nơi chỉ có một số ít các sinh vật có thể tồn tại. Việc thực thi các khu bảo tồn biển là một trong những chiến lược quản lý có ích trong việc nhằm vào các vấn đề này, bởi vì nó có thể hạn chế các tác động của việc đánh bắt cá và làm bước đệm giúp bảo vệ hệ sinh thái khỏi các ảnh hưởng gây nghiện của các tác nhân gây căng thẳng lên môi trường.

## Tảo bẹ
Thuật ngữ tảo bẹ nói tới một loại rong biển thuộc bộ Laminariales (ngành: Heterokontophyta). Mặc dù không được coi là một bộ đa dạng về mặt phân loại nhưng tảo bẹ rất đa dạng về mặt cấu trúc và chức năng. Loài được công nhận rộng rãi nhất là tảo bẹ khổng lồ (một số loài Macrocystis), mặc dù rất nhiều chi khác ví dụ như Laminaria, Ecklonia, Lessonia, Alaria và Eisenia cũng đã được mô tả.
Một phạm vi rộng các sinh vật biển sử dụng rừng tảo bẹ làm nơi trú ẩn hoặc tìm kiếm thức ăn, ví dụ như cá, cụ thể là loài Sebastidae, và nhiều động vật không xương sống, ví dụ như giáp xác, tôm, ốc, polychaete và đuôi rắn. Nhiều động vật biển và chim cũng được tìm thấy, bao gồm hải cẩu, sư tử biển, cá voi, rái cá biển, mòng biển, nhạn biển, cò tuyết, diệc xanh lớn và cốc, cũng như các loài chim ven bờ.
Thường được coi là một "kỹ sư sinh thái", tảo bẹ cung cấp một mặt nền và môi trường vật lý cho cộng đồng rừng tảo bẹ. Đối với tảo (thuộc giới Sinh vật nguyên sinh), cơ thể của một sinh vật đơn lẻ được gọi là một tản chứ không phải một cây (thuộc giới Thực vật). Cấu trúc hình thái học của tản tảo bẹ được định nghĩa bằng ba đơn vị cấu trúc cơ bản như sau:
- Holdfast là một khối giống như rễ, giúp neo tản tảo bẹ xuống đáy biển, mặc dù không giống như rễ thực sự, nó không chịu trách nhiệm hút và vận chuyển chất dinh dưỡng lên phần còn lại của tản.
- Stipe là một bộ phận tương tự thân cây, kéo dài theo chiều dọc từ holdfast và cung cấp một khung đỡ cho các đặc điểm hình thái học khác.
- Frond là lá - hoặc các bộ phận phụ có hình như lưỡi dao kéo dài ra từ stipe, đôi khi dọc chiều dài tối đa của nó, và là nơi hút dinh dưỡng cũng như diễn ra hoạt động quang hợp.

Ngoài ra, nhiều loài tảo bẹ còn có pneumatocysts, hay còn gọi là những bong bóng lọc khí, thường nằm ở đầu frond gần với stipe. Những cấu trúc này cung cấp sức nổi cần thiết để tảo bẹ có thể duy trì được trạng thái đứng thẳng trong cột nước.
Các nhân tố môi trường cần thiết để tảo bẹ có thể sinh tồn bao gồm một mặt nền cứng (thường là đá hoặc cát), dinh dưỡng cao (ví dụ nito, phosphor), và ánh sáng (mức chiếu sáng hàng năm tối thiểu > 50 E m−2). Nhất là các khu rừng tảo bẹ màu mỡ thì thường có mối liên hệ với các khu vực nước trồi hải dương quan trọng, một quá trình dẫn dòng nước lạnh giàu dinh dưỡng từ dưới sâu lên các lớp bề mặt hỗn hợp của đại dương. Dòng nước và sự chuyển động liên tục của nước giúp việc tiêu hóa dinh dưỡng xuyên qua lá tảo bẹ được dễ dàng hơn trong khắp cột nước. Độ trong của nước ảnh hưởng tới độ sâu mà ánh sáng có thể truyền xuống. Trong các điều kiện lý tưởng, tảo bẹ khổng lồ (các loài Macrocystis) có thể mọc tối đa 30–60 cm theo chiều dọc mỗi ngày. Một số loài, ví dụ như Nereocystis, là thực vật hàng năm, trong khi đó một số khác như Eisenia là thực vật lâu năm, có thể sống hơn 20 năm. Trong các khu rừng tảo bẹ lâu năm, tỷ lệ sinh trưởng tối đa diễn ra trong những tháng nước trồi (thường là mùa xuân hoặc mùa hè) và tình trạng mục rữa thì tương đương với việc bị giảm lượng dinh dưỡng có sẵn, thời gian quang hợp ngắn hơn và tần suất bão tăng lên.
Tảo bẹ chủ yếu được liên hệ với các vùng nước ôn đới và bắc cực trên toàn cầu. Trong số các chi trội hơn, Laminaria được liên hệ chính với cả hai phía của Đại Tây Dương và bờ biển Trung Quốc và Nhật Bản; Ecklonia được tìm thấy tại Australia, New Zealand và Cộng hòa Nam Phi; và Macrocystis sinh sống ở khắp phía đông bắc và đông nam Thái Bình Dương, các quần đảo Nam Đại Dương, và trong các khoảng đất quanh Australia, New Zealand và Cộng hòa Nam Phi. Vùng có tảo bẹ đa dạng nhất (>20 loài) là đông bắc Thái Bình Dương, từ phía bắc San Francisco, California, tới quần đảo Aleut, Alaska.
Mặc dù không có ghi nhận nào của rừng tạo bẹ tại các vùng nước bề mặt nhiệt đới, một vài loài Laminaria đã được ghi nhận sống riêng biệt tại các vùng nước sâu nhiệt đới. Sự thiếu vắng chung của tảo bẹ tại các vùng nhiệt đới được tin rằng chủ yếu là do mức độ dinh dưỡng thiếu hụt có liên hệ với các vùng nước thiếu dinh dưỡng ấm. Một nghiên cứu gần đây, spatially overlaid the requisite physical parameters for kelp with mean oceanographic conditions, đã cho ra đời một mô hình dự đoán sự tồn tại của tảo bẹ dưới bề mặt khắp vùng nhiệt đới trên toàn cầu tới độ sâu 200 m. Với một điểm nóng trong Quần đảo Galápagos, mô hình địa phương được cải tiến với những dữ liệu theo thang tỉ lệ nhỏ và đưa vào thí nghiệm; đội nghiên cứu phát hiện ra những rừng tảo bẹ sống xanh tốt ở toàn bộ tám địa điểm thí nghiệm, tất cả đều được mô hình dự đoán trước, vì thế đã hợp thức hóa phương pháp của họ. Điều này gợi ra rằng mô hình toàn cầu của họ thực ra có thể khá là chính xác, và nếu vậy, rừng tảo bẹ có thể sinh sản nhiều trong các vùng nước dưới bề mặt nhiệt đới trên toàn cầu. Tầm quan trọng của sự đóng góp này đã nhanh chóng được thừa nhận trong cộng đồng khoa học và đã thúc đẩy một con đường hoàn toàn mới trong việc nghiên cứu rừng tảo bẹ, đặc biệt nhấm mạnh tiềm năng của một nơi ẩn náu thuộc không gian khỏi biến đổi khí hậu và cũng là lời giải thích cho mô hình tiến hóa của tảo bẹ trên toàn cầu.

## Kiến trúc hệ sinh thái

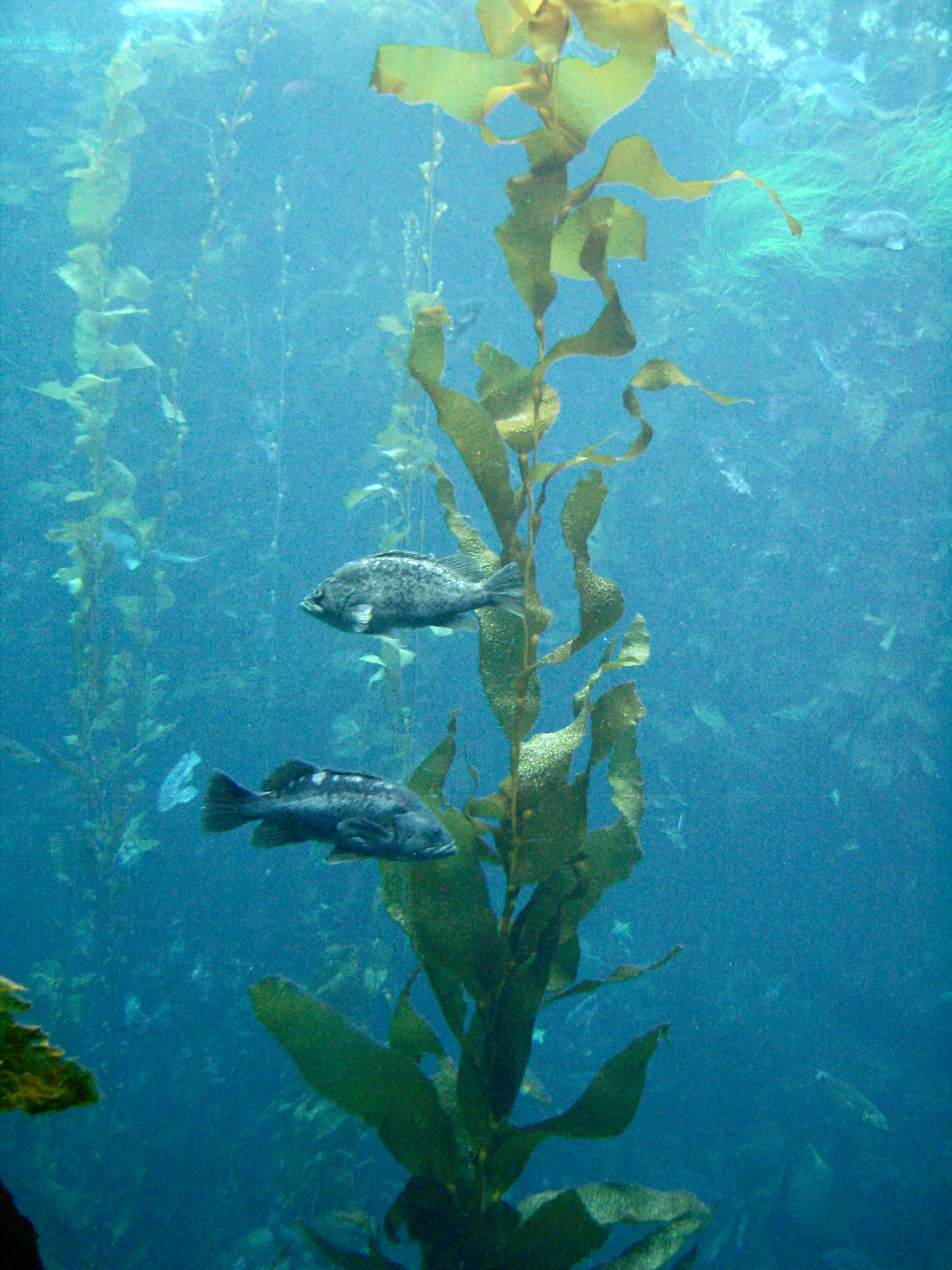
Cá Sebastidae bơi xung quanh tảo bẹ khổng lồ

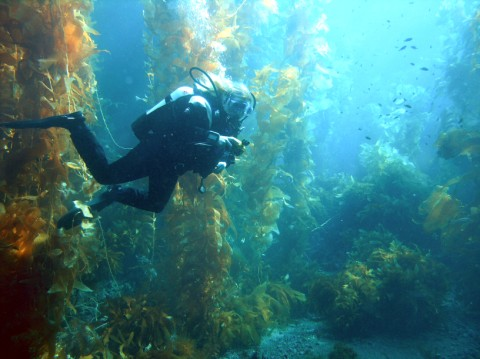
Một thợ lặn trong một khu rừng tảo bẹ ngoài khơi California

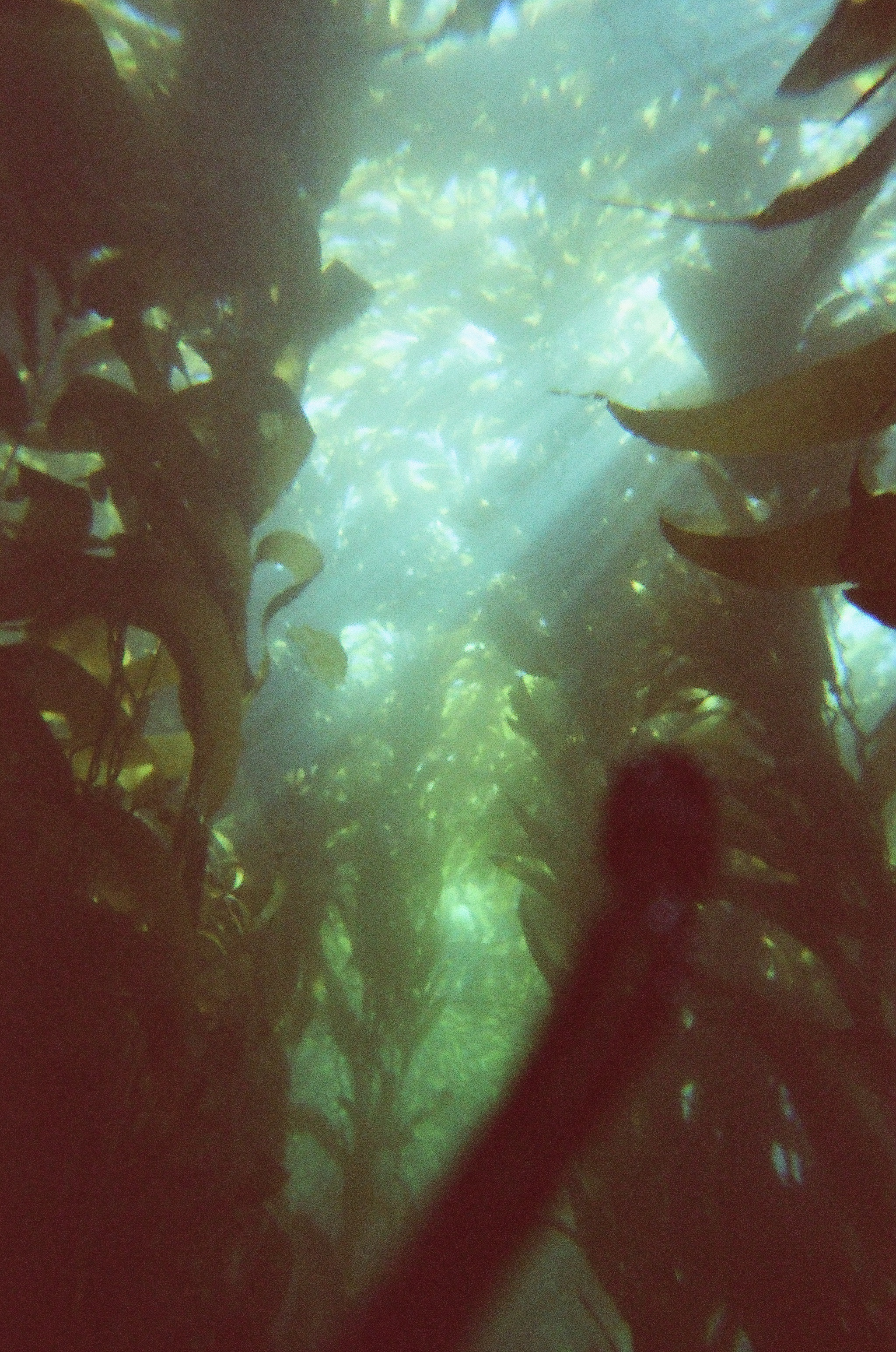
Một khu rừng tảo bẹ ngoài khơi đảo Anacapa, California

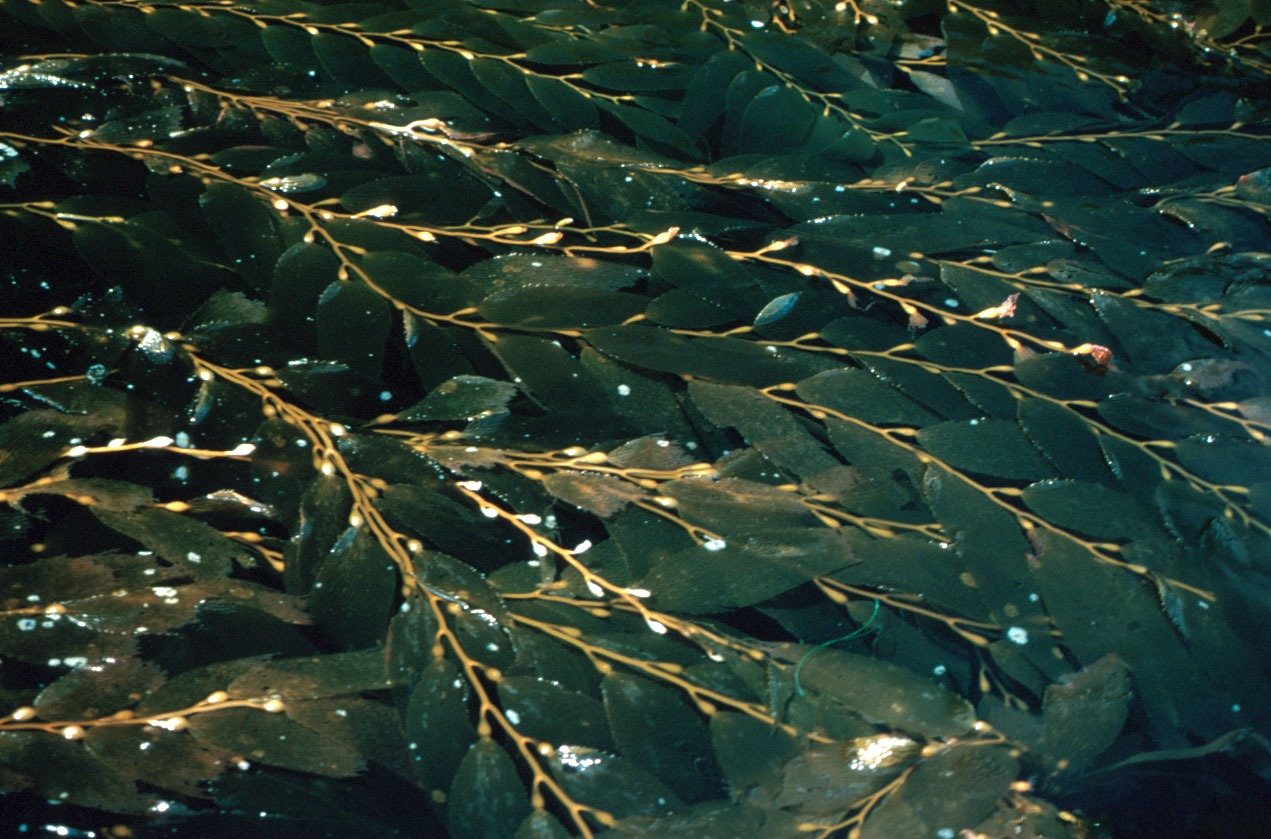
Tảo bẹ khổng lồ sử dụng các bong bóng lọc khí để giữ cho chúng lơ lửng, cho phép những lá tảo bẹ gần bề mặt đại dương có thể thu ánh sáng cho quá trình quang hợp.

Kiến trúc của hệ sinh thái rừng tảo bẹ được dựa trên cấu trúc vật lý của nó, thứ ảnh hưởng tới các loài liên kết mà định rõ cấu trúc cộng đồng của nó. Về mặt cấu trúc, hệ sinh thái bao gồm ba tầng tảo bẹ và hai tầng gồm các loài tảo khác:
- Tầng tảo bẹ vòm gồm các loài lớn nhất và thường tạo thành các vòm nổi kéo dài tới tận mặt nước (ví dụ: Macrocystis và Alaria).
- Tầng tảo bẹ hình cuống thường kéo dài một vài mét lên trên đáy biển và có thể mọc thành một tập hợp dày đặc (ví dụ: Eisenia và Ecklonia).
- Tầng tảo bẹ đổ rạp nằm gần và dọc theo đáy biển (ví dụ: Laminaria).
- Tầng dưới đáy nước là tập hợp của các loài tảo khác và các sinh vật không cuống dọc theo đáy đại dương.
- Tầng tảo san hô vỏ cứng bao phủ một cách trực tiếp và thường bao phủ một vùng nền địa chất rộng lớn.

Nhiều loài tảo bẹ thường sống cùng nhau trong một khu rừng; thuật ngữ tầng vòm dưới tán (understory canopy) là để chỉ những loài tảo bẹ hình cuống và tảo bẹ đổ rạp. Ví dụ, một tầng vòm Macrocystis có thể kéo dài nhiều mét từ đáy biển về phía mặt biển, trong khi đó một tầng dưới tán gồm loài tảo bẹ Eisenia và Pterygophora chỉ có thể vươn lên trên một vài mét. Bên dưới những cây tảo bẹ này, một tập hợp dưới đáy nước bao gồm tảo đỏ nhiều lá có thể xuất hiện. Một "tòa nhà" đứng thẳng dày đặc với tầng vòm nằm phía trên tạo thành một hệ thống vi môi trường tương tự như cái quan sát được trong một khu rừng trên mặt đất, với một tầng vòm đầy ánh sáng, một tầng giữa râm một phần, và đáy biển tối thui. Mỗi tầng có những sinh vật cộng tác, biến đổi tùy thuộc mức độ phụ thuộc vào môi trường, và tập hợp các sinh vật này có thể biến đổi cùng với hình thái học của tảo bẹ. Ví dụ, tại California, các khu rừng Macrocystis pyrifera, loài Melibe leonina và loài Caprella californica có mối liên kết gần gũi với các tầng vòm bề mặt; Brachyistius frenatus, loài cá Sebastes, và nhiều loài cá khác cũng được tìm thấy ở tầng dưới tán hình cuống; đuôi rắn và loài ốc sên Tegula cũng có mối liên kết gần gũi với rễ tảo bẹ, trong khi đó nhiều loài sinh vật ăn thực vật, ví dụ như nhím biển và bào ngư, sống dưới tầng vòm đổ rạp; nhiều loài sao biển, thủy tức và cá đáy nước sống giữa các tập hợp dưới đáy nước; san hô đơn độc, nhiều loài chân bụng và da gai sống trong các rạn tảo san hô vỏ cứng. Thêm nữa, các loài cá biển khơi và thú biển cũng có liên kết tuy không quá gần gũi với rừng tảo bẹ, thường là tương tác gần ngoài rìa khi chúng ghé qua để ăn các sinh vật sống tại khu rừng.

## Sinh thái học dinh dưỡng

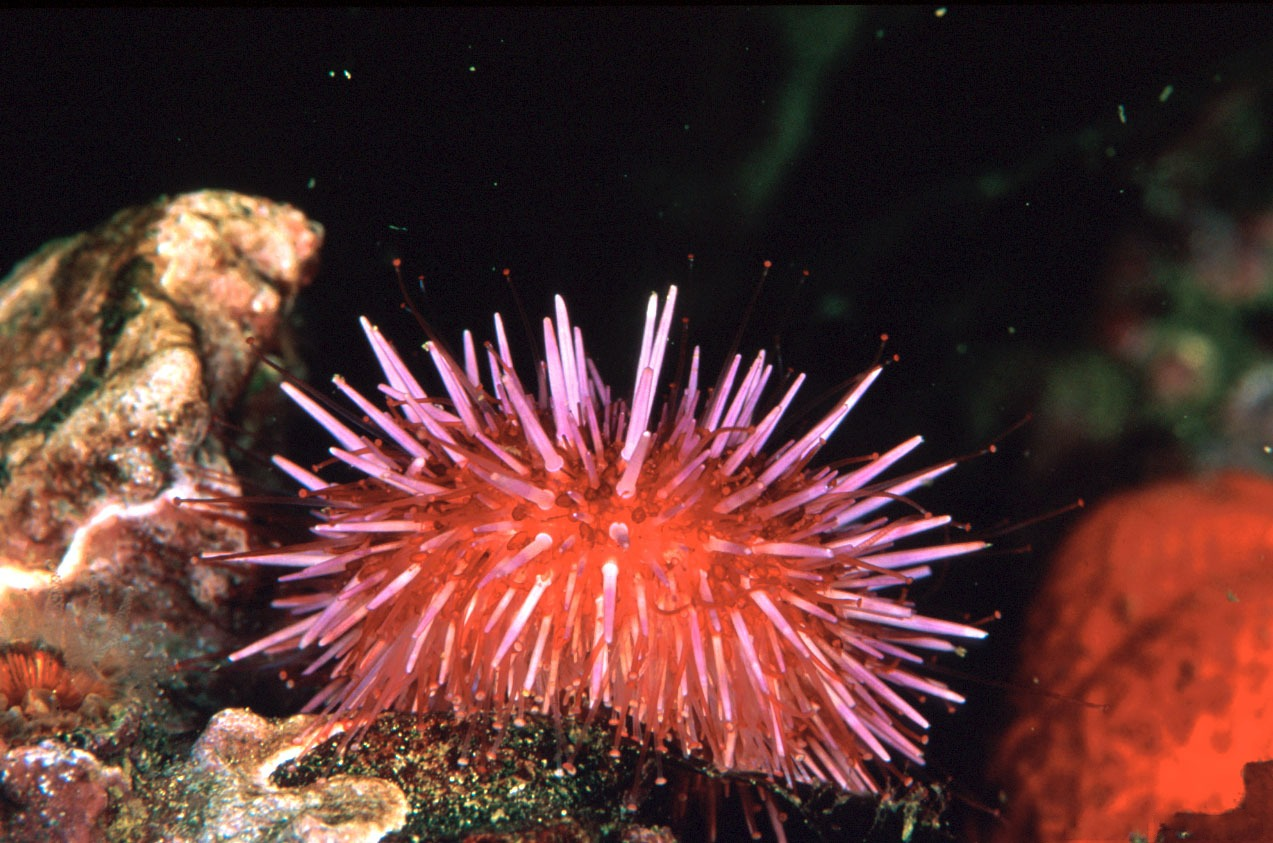
Những loài nhím biển như con nhím biển tía này có thể làm tổn thương rừng tảo bẹ bằng việc ăn các rễ tảo bẹ

Rái cá biển là một loài săn nhím biển quan trọng.

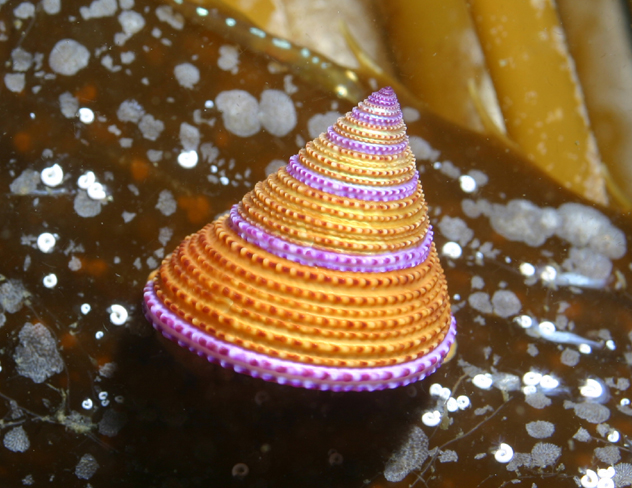
Loài ốc sên vỏ đính đá Calliostoma annulatum đang kiếm ăn trên một nhánh lá của tảo bẹ khổng lồ

Các nghiên cứu cổ điển về sinh thái học của rừng tảo bẹ phần lớn tập trung vào các tương tác dinh dưỡng (mối quan hệ giữa các sinh vật và lưới thức ăn của chúng), cụ thể là việc hiểu và các quá trình dinh dưỡng từ trên xuống. Các quá trình từ dưới lên thường được điều khiển bằng các điều kiện vô sinh cần thiết cho các sinh vật sản xuất sơ cấp phát triển, ví dụ như sự dồi dào của ánh sáng và dinh dưỡng, và sự chuyển giao năng lượng theo sau đó cho các sinh vật tiêu thụ ở bậc dinh dưỡng cao hơn. Ví dụ, sự xuất hiện của tảo bẹ thường có mối liên hệ với các vùng nước trồi hải dương học, thứ cung cấp một sự tập trung chất dinh dưỡng lớn cho môi trường địa phương. Điều này cho phép tảo bẹ phát triển và theo đó hỗ trợ các sinh vật ăn thực vật, tiếp tục hỗ trợ các sinh vật tiêu thụ ở bậc dinh dưỡng cao hơn. Ngược lại, ở các quy trình từ trên xuống, các loài săn mồi hạn chế sinh khối của các loài ở bậc dinh dưỡng thấp hơn thông qua con đường tiêu thụ. Nếu thiếu vắng sự săn mồi, những loài ở bậc thấp hơn này sẽ sinh sôi nảy nở bởi vì nguồn tài nguyên hỗ trợ cho sự phát triển của chúng không bị hạn chế. Trong một ví dụ được nghiên cứu kỹ từ rừng tảo bẹ Alaska, rái cá biển (Enhydra lutris) kiểm soát số lượng loài nhím biển ăn thực vật bằng cách săn chúng. Khi rái cá biển bị loại khỏi hệ sinh thái (ví dụ, do bị con người khai thác), số lượng nhím biển không bị loài săn nó kiểm soát và do đó phát triển quá mức. Điều này dẫn tới áp lực loài ăn thực vật tăng lên đối với các loài tảo bẹ ở địa phương. Bản thân tình trạng xấu đi của loài tảo lại dẫn đến mất cấu trúc sinh thái vật lý và hậu quả là, mất đi các sinh vật khác có mối liên kết với môi trường sống này. Ở hệ sinh thái rừng tạo bẹ Alaska, rái cá biển là loài chủ chốt giúp cân bằng thác dinh dưỡng này. Ở Nam California, rừng tảo bẹ vẫn sinh tồn dù không có rái cá biển và vai trò kiềm chế loài nhím biển ăn thực vật thay vào đó được giao cho các loài săn mồi khác như tôm hùm và các loài cá lớn, ví dụ như Semicossyphus pulcher. Tác động của việc loại bỏ một loài săn mồi ra khỏi hệ thống ở đây thì khác với ở Alaska bởi vì có nhiều loài cùng tồn tại ở các bậc dinh dưỡng và các loài săn mồi khác có thể tiếp tục điều hòa số lượng của loài nhím biển. Tuy nhiên, việc loại bỏ nhiều loài săn mồi có thể giúp loài nhím biển thoát khỏi áp lực của các loài săn mồi và dẫn tới việc làm thoái hóa rừng tảo bẹ. Một số ví dụ tương tự cũng xuất hiện tại Nova Scotia, Nam Phi, Australia và Chile. Tầm quan trọng của việc kiểm soát từ trên xuống và từ dưới lên đối với hệ sinh thái rừng tảo bẹ và sức mạnh của các tương tác dinh dưỡng vẫn tiếp tục là đề tài của các nghiên cứu khoa học lớn.
Sự dịch chuyển từ sinh cảnh gồm các loài tảo lớn (ví dụ như rừng tảo bẹ) sang sinh cảnh trần trụi được thống trị bởi loài nhím biển là một hiện tượng phổ biến, thường là kết quả của các thác dinh dưỡng như những cái đã được mô tả ở trên; hai pha thường được coi là những trạng thái bền vững xen kẽ của hê sinh thái. Sự hồi phục của rừng tảo bẹ từ trạng thái cằn cỗi đã được ghi nhận đi kèm với những sự rối loạn theo chiều hướng xấu, ví dụ như bệnh nhím biển hoặc những sự chuyển đối lớn trong những điều kiện nóng. Sự hồi phục từ các trạng thái trạng hóa trung cấp thì ít có thể dự báo được hơn và phụ thuộc và một sự kết hợp của các nhân tốc vi sinh và những tương tác sinh học trong từng trường hợp.
Mặc dù nhím biển thường là loài ăn thực vật trội hơn, những loài khác với sức mạnh tương tác quan trọng bao gồm sao biển, các loài thuộc bộ chân đều, cua tảo bẹ, và các loài cá ăn thực vật. Trong nhiều trường hợp, những sinh vật này ăn những tảo bẹ đã bị bật gốc và trôi dạt gần đáy đại dương thay vì tốn năng lượng tìm kiếm những tảo bẹ vẫn còn đính xuống nền để ăn. Khi một lượng vừa đủ tảo bẹ trôi dạt có sẵn thì những loài ăn cỏ sẽ không tạo áp lực lên các thực vật đã gắn chặt; khi không có đủ lượng tảo bẹ trôi dạt thì những loài ăn thực vật sẽ tác động trực tiếp lên cấu trúc vật lý của hệ sinh thái. Nhiều nghiên cứu ở vùng Nam California đã nhận định rằng sự có sẵn của tảo trôi dạt đặc biệt ảnh hưởng lên hành vi tàn phá của loài nhím biển. Tảo trôi dạt và những thứ dạng hạt bắt nguồn từ tảo cũng quan trọng trong việc trợ cấp cho các môi trường sống gần kề, ví dụ như bãi biển cát và vùng gian triều đầy đá.

## Việc sử dụng của con người
Rừng tảo bẹ đã đóng một vai trò quan trọng đối với sự tồn tại của còn người hàng ngàn năm nay. Thật vậy, hiện nay nhiều người đưa ra lý thuyết rằng sự kiện chiếm châu Mỹ làm thuộc địa đầu tiên là do cộng đồng ngư dân đi theo các khu rừng tảo bẹ Thái Bình Dương trong thời kỳ kỷ băng hà gần đây nhất. Một lý thuyết tranh luận rằng những khu rừng tảo bẹ đã từng trải dài từ đông bắc châu Á cho tới tận bờ Thái Bình Dương của châu Mỹ hẳn đã cung cấp nhiều lợi ích cho những ngư dân cổ đại. Các khu rừng tảo bẹ có lẽ đã cung cấp nhiều cơ hội bổ dưỡng, cũng như trở thành một dạng vật đệm giúp thoát khỏi các vùng nước dữ. Bên cạnh những lợi ích đó, các nhà nghiên cứu tin rằng rừng tảo bẹ có lẽ đã giúp các ngư dân thời xưa định hướng, đóng vai trò là một dạng "đường cao tốc tảo bẹ". Các nhà lý thuyết cũng đưa ra ý kiến rằng rừng tảo bẹ có lẽ đã giúp những người định cư tại vùng đất mới ngày xưa bằng cách cung cấp một phương thức sống ổn định và ngăn họ khỏi phải thích nghi với những hệ sinh thái mới và phát triển các phương pháp sinh tồn mới kể cả khi họ đã di cư cả ngàn cây số. Các nền kinh tế hiện đại dựa trên việc đánh bắt các sinh vật có mối liên kết với tảo bẹ ví dụ như tôm hùm và rockfish. Con người cũng đồng thời có thể trực tiếp thu hoạch tảo bẹ để làm thức ăn cho các sinh vật thủy sản ví dụ như bào ngư và để triết xuất hợp chất alginic acid, thứ được sử dụng trong các sản phẩm như kem đánh răng và chất làm giảm độ axit dạ dày. Rừng tảo bẹ có giá trị đối với các hoạt động giải trí ví dụ như lặn sử dụng bình dưỡng khí và chèo xuồng kayac; những ngành công nghiệp hỗ trợ cho những môn thể thao này tiêu biểu cho một lợi ích liên quan tới hệ sinh thái và sự vui thích bắt nguồn từ những hoạt động này lại tiêu biểu cho những cái khác. Tất cả những điều trên đều là ví dụ của dịch vụ sinh thái được cung cấp đặc biệt bởi rừng tảo bẹ.

## Các mối đe dọa và quản lý

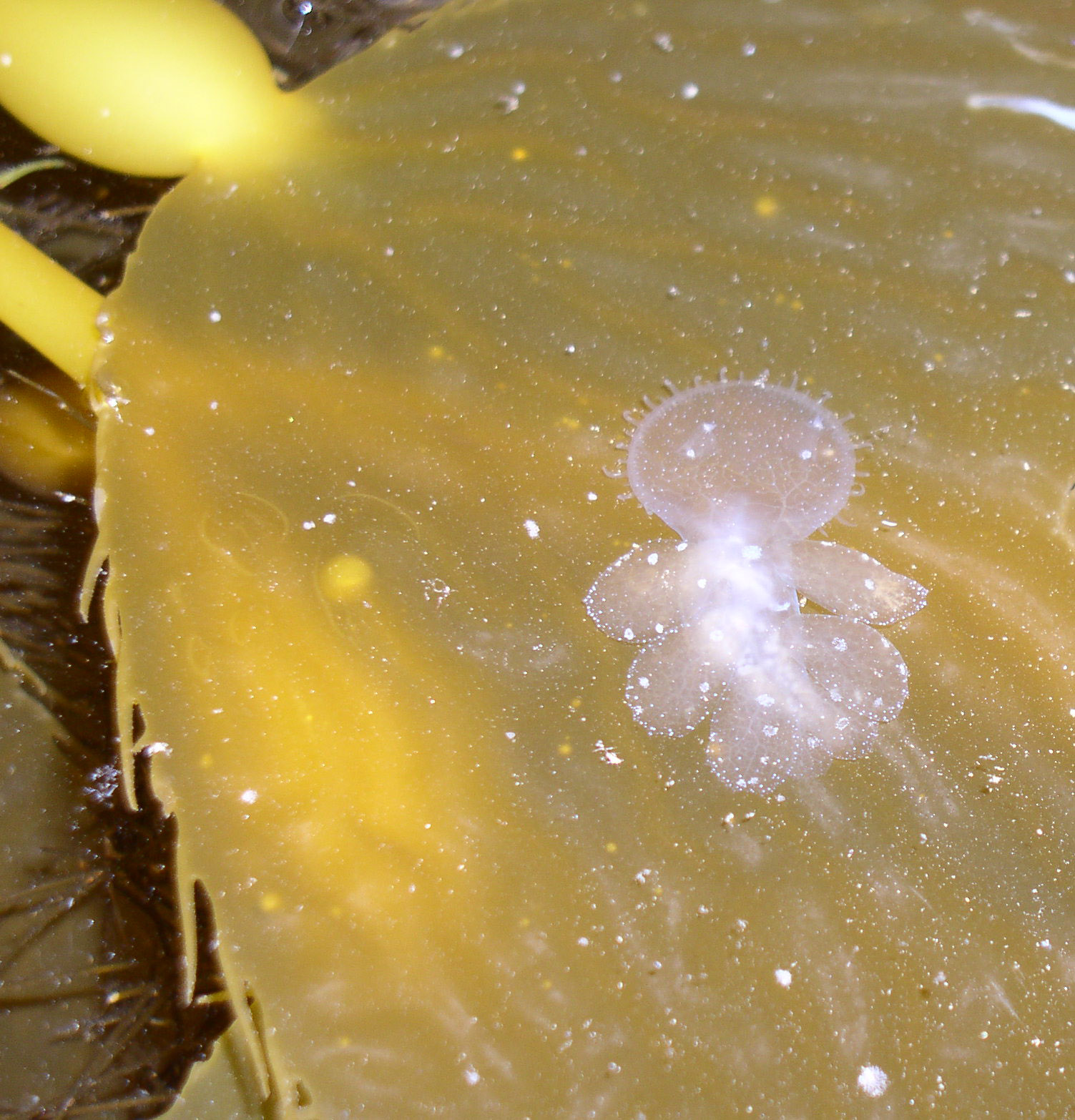
Loài sên biển Melibe leonina trên một cái lá Macrocystis (California): Các khu bảo tồn biển là một cách để bảo vệ rừng tảo bẹ với tư cách là một hệ sinh thái.

Với sự phức tạp của rừng tảo bẹ – cấu trúc, địa lý và những sự liên kết đa dạng – chúng trở thành một thách thức đáng kể với các nhà quản lý môi trường. Suy ra những xu hướng trong tương lai dù được nghiên cứu kỹ đi chăng nữa vẫn là điều khó khăn bởi vì các mối tương tác bên trong hệ sinh thái sẽ thay đổi dưới những điều kiện hay biến đổi, không phải mọi mối quan hệ trong hệ sinh thái đều được hiểu, và những ngưỡng phí tuyến để chuyển tiếp vẫn chưa được công nhận. Với việc thừa nhận tầm quan trọng của rừng tảo bẹ, những vấn đề bận tâm chính bao gồm ô nhiễm biển và chất lượng nước, thu hoạch tảo bẹ và đánh bắt cá, loài xâm lấn và biến đổi khí hậu. Mối nguy cấp bách nhất đối với việc bảo tồn rừng tảo bẹ có lẽ là việc đánh bắt quá mức ở các hệ sinh thái ven bờ, với việc loại bỏ các bậc dinh dưỡng cao hơn đã tạo điều kiện dễ dàng cho loài nhím biển phát triển. Việc bảo trì đa dạng sinh học được công nhận là một cách để làm bền vững hệ sinh thái và những dịch vụ của nó một cách chung nhất thông qua các cơ chế ví dụ như sự bồi thường chức năng và làm giảm sự nhạy cảm với các cuộc xâm lấn của những loài ngoại lai.
Ở nhiều nơi, các nhà quản lý đã chọn cách điều hòa việc thu hoạch tảo bẹ và/hoặc đánh bắt bắt các sinh vật sống trong rừng tảo bẹ. Trong khi những việc này có thể hiệu quả ở một khía cạnh nào đó, chúng không nhất thiết bảo vệ toàn bộ hệ sinh thái. Khu bảo tồn biển cung cấp một giải pháp độc đáo chứa đựng không chỉ các sinh vật mục tiêu cho việc thu hoạch, mà cả các tương tác xung quanh chúng và tổng thể môi trường địa phương. Các lợi ích trực tiếp của các khu bảo tồn biển đối với ngành ngư nghiệp đã được ghi nhận nhiều trên khắp thế giới. Các lợi ích gián tiếp cũng đã được thấy trong một số trường hợp giữa các loài ví dụ như bào ngư và cá tại Trung California. Quan trọng nhất là, các khu bảo tồn biển có thể hiệu quả trong việc bảo vệ các hệ sinh thái rừng tảo bẹ đã có và có thể cho phép việc tái tạo những khu rừng đã bị ảnh hưởng.